# Proformica seraphimi
Proformica seraphimi är en myrart som beskrevs av Yu S. Tarbinsky 1970. Proformica seraphimi ingår i släktet Proformica och familjen myror. Inga underarter finns listade i Catalogue of Life.